# Kešinci
Kešinci is een plaats in de gemeente Semeljci in de Kroatische provincie Osijek-Baranja. De plaats telt 895 inwoners (2001).